# Контрнаступление
Контрнаступление — разновидность наступления — одного из основных видов военных действий (наряду с обороной и встречным боем).
Отличительной чертой от простого наступления, является то, что сторона, намеренная перейти в масштабную контратаку, сперва максимально изматывает противника, выбивая из его рядов наиболее боеспособные и мобильные подразделения, используя при этом все преимущества, которые даёт заранее приготовленная и пристреленная позиция.
В процессе контрнаступления войска неожиданно для противника захватывают инициативу и навязывают свою волю противнику. Наибольшие последствия для противника исходят из того, что в отличие от обороны, где тыловые подразделения оттянуты от линии фронта, наступающий противник подтягивает их как можно ближе, чтобы иметь возможность снабжать свои наступающие войска. Когда натиск врага остановлен и части обороняющихся переходят в контрнаступление, тыловые подразделения экс-атакующих оказываются беззащитны и чаще всего попадают в окружение.

## Наиболее яркие примеры контрнаступлений
- Битва за Москву
- Битва за Сталинград